# Антоний (Соколов, Алексей Фёдорович)
Архиепископ Антоний (в миру Алексей Фёдорович Соколов; около 1767, Казанская губерния — 29 марта (10 апреля) 1827, Задонский монастырь) — епископ Русской православной церкви, архиепископ Подольский и Брацлавский (1819—1823).

## Биография
Родился около 1767 года в семье священника Казанской епархии.
Окончил Казанскую духовную семинарию и определен в ней учителем информации.
С 1794 года — учитель греческого языка и катехизатор в младших классах.
В 1795 году — учитель синтаксимы.
В 1797 году определён префектом семинарии и учителем поэзии.
В ноябре 1797 года рукоположён во священника.
В 1798 году овдовел и был пострижен в монашество.
30 августа 1799 года возведён в сан архимандрита Казанского Спасо-Преображенского монастыря.
С 1800 года — ректор Казанской духовной академии.
В 1805 году вызывался в Санкт-Петербург на чреду священнослужения и проповедования слова Божия.
2 февраля 1808 года хиротонисан во епископа Старорусского, викария Новгородской епархии.
13 декабря 1808 награждён орденом Святой Анны 1-й степени.
С 23 сентября 1810 года — епископ Воронежский и Черкасский.
При преосвященном Антонии у Тюнина колодца, месте уединения святителя Тихона, построен храм в честь Божией Матери «Живоносный источник», который был освящен архиепископом Антонием 15 августа 1813 года.
Преосвященный Антоний, по воспоминаниям княжны Т. А. Волконской, допускал для приезжавшего в Задонск дворянства некоторые мирские развлечения (танцы, духовную музыку). Причём все эти развлечения происходили в его присутствии. Однако, желая увлечь общество на более полезное дело, он заставлял всех дам и девушек дворянского сословия, приехавших в Задонск, заниматься посадкой деревьев вокруг церкви.
В годы Отечественной войны 1812 года благословил ополчение, принимал деятельное участие в сборе пожертвований (от монастырей, приходов и клира Воронежской епархии было собрано более 50 тыс. рублей), проповедями способствовал патриотическому подъёму среди духовенства и паствы.
С 7 февраля 1816 года — епископ Калужский и Боровский.
15 марта 1819 года возведен в сан архиепископа и переведен на Подольскую кафедру.
3 апреля 1823 года уволен на покой в Воронежский Задонский монастырь.
Пребывая на покое, вел подвижническую жизнь. Составил выборку из творений Димитрия Ростовского «Поклонение Страстям Христовым и Пресвятой Богородице» — молитвословие, включенное Антонием в ежедневное келейное правило.
Скончался 29 марта (10 апреля по новому стилю) 1827 года.